# Solvarbo
Solvarbo is een plaats in de gemeente Säter in het landschap Dalarna en de provincie Dalarnas län in Zweden. De plaats heeft 332 inwoners (2005) en een oppervlakte van 64 hectare.

## Verkeer en vervoer
Bij de plaats loopt de Riksväg 70.
Door de plaats loopt de spoorlijn Uppsala - Morastrand.